# Vraneši (gmina Vrnjačka Banja)
Vraneši (cyr. Вранеши) – wieś w Serbii, w okręgu raskim, w gminie Vrnjačka Banja. W 2011 roku liczyła 1400 mieszkańców.